# Altair
Altair [al'ta:ir], auch Atair [at'ta:ir], ist der hellste Stern im Sternbild Aquila (Adler) und der zwölfthellste Stern am Nachthimmel, Bayer-Klassifizierung α Aquilae. Zusammen mit den Sternen Wega und Deneb bildet Altair das Sommerdreieck. Altair befindet sich, wie auch die Sonne, derzeit in der Lokalen Flocke. Mit einer Entfernung von 16,73 Lichtjahren gehört er unter den Sternen, die mit bloßem Auge zu sehen sind, zu denjenigen, die der Sonne am nächsten liegen.

## Etymologie

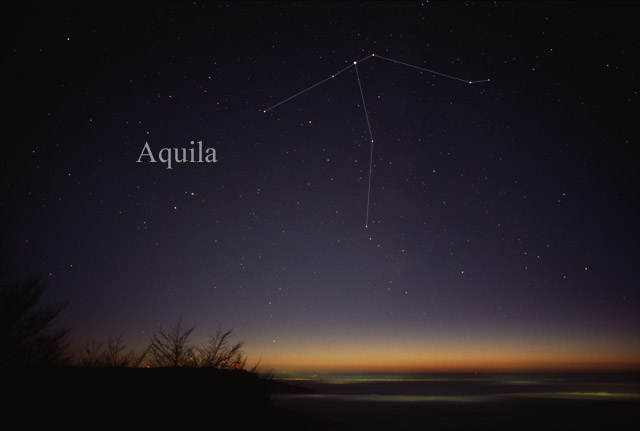
Altair ist der hellste Stern im Sternbild Aquila

Die Araber übersetzten im 8. und 9. Jahrhundert die ptolemäischen Umschreibungen. Die neuen Namen stellen deshalb eine Mischung aus alten arabisch-mythologischen und griechischen Bezeichnungen dar. Der arabische Name Altair entstammt als Kurzform der ursprünglichen Bezeichnung (النسر الطائر / an-Nasr aṭ-Ṭāʾir / ‚der fliegende Adler‘), wobei sich aṭ-Ṭāʾir auf die Bedeutungen „der Fliegende“ und „der Flüchtende“ bezieht.
Die auch als Synonym mögliche Einzelverwendung des Wortes aṭ-Ṭāʾir für „Vogel“ beinhaltet alle damit verbundenen Flugeigenschaften, kann aber nicht anachronistisch auf die frühere Namensgebung „wörtlich“ übertragen werden.

## Physikalische Eigenschaften
Altair ist ein Hauptreihenzwerg mit dem 1,8-fachen Durchmesser und der 11-fachen Leuchtkraft der Sonne. Mit einer Oberflächentemperatur von ca. 7.550 Kelvin ist Altair ein durchschnittlich heißer Stern. Aufgrund seiner Eigenbewegung von einem Winkelgrad in 5.000 Jahren zählt Altair zu den schnelleren Sternen am Himmel. Seine Radialgeschwindigkeit beträgt −27 km/s.

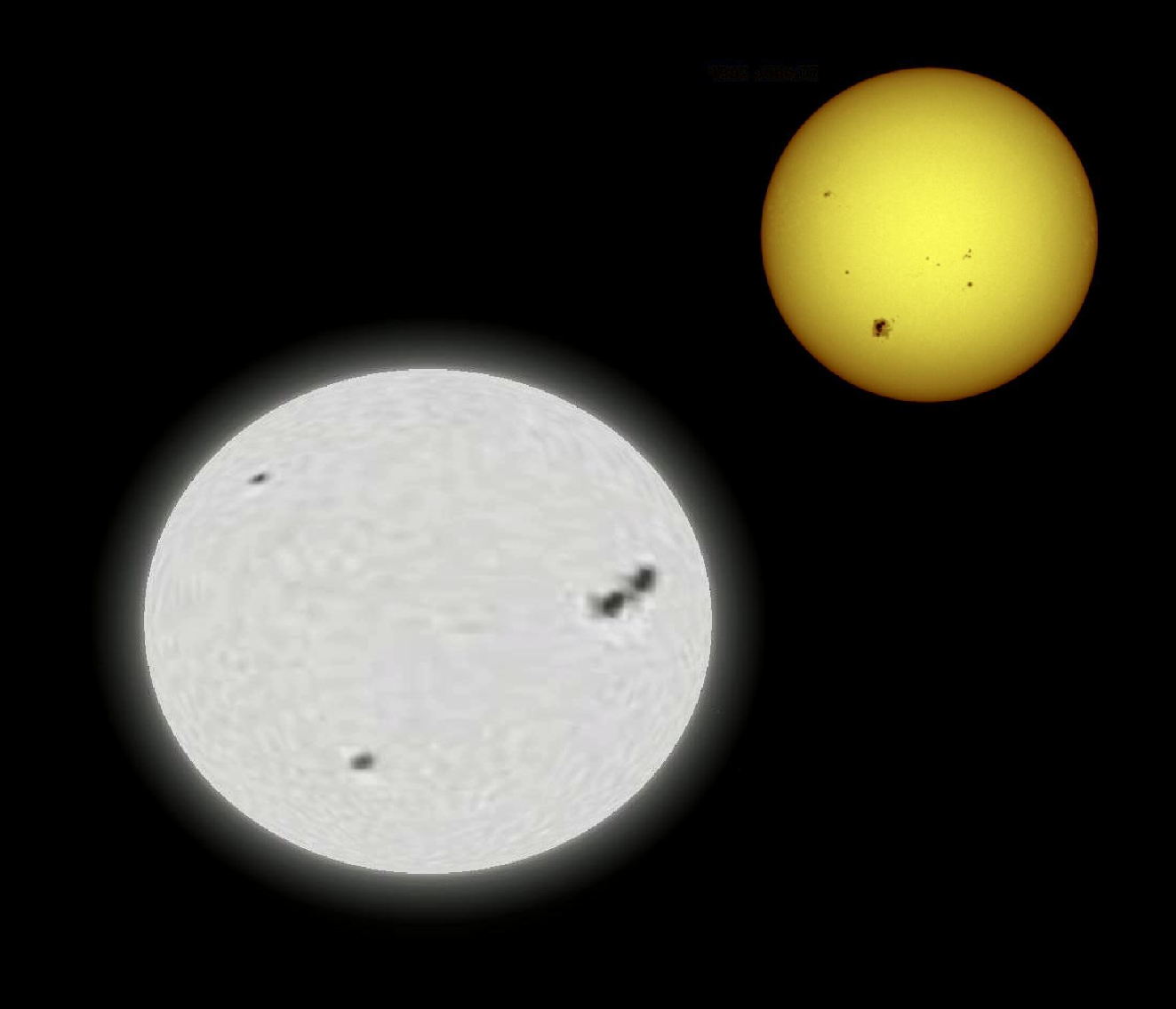
Größenvergleich zwischen Altair (links) und der Sonne

Durch Messungen der Breite seiner Spektrallinien wurde entdeckt, dass sich Altair sehr schnell um seine eigene Achse dreht und dadurch stark abgeplattet ist. Die Dauer einer vollen Drehung am Äquator wurde zu etwa 10 Stunden bestimmt. Die Sonne braucht dazu im Vergleich etwa 25 Tage für eine volle Drehung. Damit ist die Rotation von Altair eine der kürzesten aller bekannten Sterne.
Altair ist noch weit davon entfernt, aufgrund seiner Rotationsgeschwindigkeit auseinanderzubrechen. Diese Grenze würde vermutlich ab 450 km/s überschritten werden, bei einer Umdrehung in 6 Stunden bewegt sich ein Punkt am Äquator mit etwa 200 km/s.
Altair ist einer der hellsten Sterne unter den sogenannten veränderlichen Delta-Scuti-Sternen. Mit einer Amplitude von einigen tausendstel Magnitude schwankt seine Helligkeit mit 9 verschiedenen Perioden zwischen 50 Minuten und 9 Stunden.
Obwohl Altair erst einige hundert Millionen Jahre alt ist, wird sein Wasserstoffvorrat nur noch circa eine Milliarde Jahre reichen, bis er sich zu einem Roten Riesen oder einem veränderlichen Cepheiden weiterentwickelt, bevor er seine äußeren Schichten abstößt und als Weißer Zwerg endet.

## Direkte Beobachtung
Im Sommer 2007 gelang es Wissenschaftlern in den USA, mit Altair die Oberfläche eines fernen, sonnenähnlichen Sterns direkt zu beobachten. Dabei wurden vier Teleskope des CHARA-Array über Glasfasern zu einem Infrarot-Interferometer zusammengeschaltet. Das Öffnungsäquivalent der vier Teleskope entsprach in diesem Fall dem eines Teleskops von 265 Meter × 195 Meter. Mit der CHARA-Interferometrie konnte festgestellt werden, dass Altairs Äquatordurchmesser 22 Prozent größer ist als der Poldurchmesser.
Des Weiteren konnte der erste sichtbare Nachweis von „Gravity Darkening“ erbracht werden. Der Effekt äußert sich als dunkles Band um den Äquator des Sterns, das dadurch entsteht, dass das Gas in den Äquatorregionen bei sich schnell drehenden Sternen weniger dicht ist und daher relativ schwächer strahlt.

## Chinesische Legende
In der chinesischen Liebesgeschichte vom Kuhhirten und der Weberin, die alljährlich in China als Qixi und in Japan als Tanabata gefeiert wird, ist Altair der „Stern des Kuhhirten“ (chinesisch 牛郎星, Pinyin Niúlang Xīng oder chinesisch 牽牛星 / 牵牛星, Pinyin Qiānniú Xīng, jap. kengyūsei bzw. 彦星, Hiko-boshi), der durch den „Himmelsfluss“ (Milchstraße) von der Weberin (Wega) getrennt ist.

## Fiktionale Werke
Altair spielt in zahlreichen Fiktionen eine Rolle, so zum Beispiel im Film Alarm im Weltall und in den Fernsehserien Star Trek und Stargate oder im Computerspiel Master of Orion.
In der Weltraumsimulation Elite ist einer seiner Planeten eine von Menschen bewohnte Kolonie in der 8. Galaxie, und in der Fortsetzung Frontier: Elite 2 beherbergt er ein Sonnensystem mit zwei erdähnlichen Planeten, zwei „Gasriesen“ und einem „Überriesen“. „Unter den Strahlen von Altair“ ist ein SF-Roman des britischen Autors  Edmund Cooper aus dem Jahr 1968. Das Vorkommen von Altair in der Fernsehserie Raumschiff Enterprise ist Namensvater für den Heimrechner Altair 8800. Im Videospiel Assassin’s Creed heißt der Hauptcharakter „Altaïr Ibn-La'Ahad“. In der Science-Fiction-Serie Battlestar Galactica ist „Altaïr“ der Name eines zivilen Raumschiffes und in der Romanreihe Per Anhalter durch die Galaxis gibt es die Währungseinheit „Altair-Dollar“.
Auch das von Apogee 1991 veröffentlichte PC-Videospiel „Crystal Caves“ spielt im Altair-System.
In Stephen Kings Roman „Das Monstrum – Tommyknockers“ wird der junge David Brown an einen fernen Ort im Universum mit dem Namen „Altair-4“ teleportiert, der als eisig kalt und lebensfeindlich beschrieben wird.
In der fünfteiligen Science-Fiction-Reihe Jenseits des Lichts: Berichte aus der Zukunft von Hans Georg Nenning begibt sich das Multigenerationsschiff APEIRON im Jahr 2117 zunächst auf eine Reise zum Stern Altair. 48 Jahre später stößt die menschliche Besatzung im Orbit der schnell rotierenden Sonne auf die Spuren einer außerirdischen Zivilisation.